# 江間村
江間村（えまむら）は静岡県の東部、君沢郡・田方郡に属していた村である。現在の伊豆の国市北東部、おおむね狩野川以西、狩野川放水路以北にあたる。

## 地理
- 河川：狩野川
- 山：大男山

## 歴史
- 1889年（明治22年）4月1日 - 町村制の施行により、南江間村、北江間村が合併して君沢郡江間村が発足。
- 1896年（明治29年）4月1日 - 郡制の施行により、所属郡が田方郡に変更。
- 1930年（昭和5年）10月26日 - 北伊豆地震の発生により死者3人[1]。
- 1954年（昭和29年）3月31日 - 伊豆長岡町に編入。同日江間村廃止。

## 交通

### 道路
現在は旧村域内に伊豆中央道の長岡北インターチェンジが所在するが、当時は未開通。